# Oxysarcodexia galeata
Oxysarcodexia galeata är en tvåvingeart som först beskrevs av Aldrich 1916.  Oxysarcodexia galeata ingår i släktet Oxysarcodexia och familjen köttflugor. Inga underarter finns listade i Catalogue of Life.